# Jon Karrikaburu
Jon Karrikaburu Jaimerena (* 19. September 2002 in Elizondo) ist ein spanischer Fußballspieler, der aktuell bei Real Sociedad San Sebastián unter Vertrag steht und an CD Leganés verliehen ist.

## Karriere

### Verein
Karrikaburu begann seine fußballerische Ausbildung 2014 bei Real Sociedad San Sebastián. Insgesamt machte er von 2019 bis 2021 32 Tore in 38 Spielen in der Tercera División für die dritte Mannschaft. In der Saison 2020/21 kam er zudem zu neun Spielen und vier Toren für die B-Mannschaft, die am Ende über die Playoffs in die Segunda División aufstieg. Bei seinem Profidebüt am 14. August 2021 (1. Spieltag) schoss er bei einem 1:0-Sieg gegen den CD Leganés den Siegtreffer und direkt sein erstes Tor im Profibereich. Am 30. September 2021 wurde er in der Europa League spät eingewechselt und gab somit, bei einem 1:1-Unentschieden gegen die AS Monaco sein Debüt international und in der ersten Mannschaft.

### Nationalmannschaft
Seit September 2021 ist Karrikaburu für die spanische U21-Nationalmannschaft aktiv und kam dort bislang zu einem Einsatz.

## Erfolge
- Aufstieg in die Segunda División: 2021